# Izomer nuclear
Izomerii nucleari sunt nuclee atomice într-o stare metastabilă, instabilitatea fiind cauzată de excitarea unuia sau mai multor nucleoni (protoni sau neutroni) din componența acestora.